# Тара (Библия)
Тара или Терах (на иврит: תֶּרַח, на английски: Teraḥ) е библейска фигура в Книгата Битие, син на Нахор, син на Серуг и баща на патриарх Авраам (на арабски: ;إبراهيم, Ибрахим), всички потомци на сина на Сим (син на НойАрфаксад

## В Битие
Повечето от разказаното за Тара е записано в Битие. Бащата на Тара бил Нахор, син на Серуг, потомци на Сим.Те и много от техните предци са били политеисти. Тара имал трима синове: Аврам (по-известен с по-късното си име Авраам), Аран и Нахор II. Семейството живеело в Ур Халдейски. Един от внуците му е Лот, чийто баща Аран е починал в Ур.
Тара взел семейството си и напуснал Ур, за да се премести в Ханаанската земя. Той се отправил към Ханаан, но по пътя се спрял в град Харан, където по късно умира.
В Книгата на Исус Навиев, в последната си реч пред израелските лидери, събрани в Сихем, Исус Навиев разказва историята на Божието формиране на израелската нация, започвайки с "Тера, бащата на Авраам и Нахор, [който] живял отвъд река Ефрат и почитал други богове."

## В Исляма
В някои ислямски секти се смята, че бащата на Ибрахим (Авраам) е бил невярващ човек поради отказа му да слуша постоянните съвети на сина си. Всъщност най-ранната история с участието на Ибрахим в Корана е неговата дискусия с неговия ab (арабски: أَب, което може да означава „баща“). Името, дадено на този човек в Корана , е „Азар“ (на арабски: آزر).
Азар изисквал най-искрените съвети от сина си. След като получил първите си откровения от Аллах, Ибрахим поканил баща си по пътя на исляма. Ибрахим му обяснил недостатъците на идолопоклонството  и защо е било грешка да се покланя на предмети, които нито чували, нито виждали.От Корана 74/6, „И [споменете, О, Мохамед], когато Ибрахим каза на своя Аб Азар: Приемате ли идоли като божества? Наистина виждам, че вие и вашите хора сте в явна грешка“. Ибрахим казал на баща си, че наистина е получил откровения от Бог, знания, които баща му не притежавал, и му казал, че вярата в Аллах ще му даде огромни награди както в този, така и в отвъдния живот. Ибрахим завършил проповедта си, като предупредил Азар за тежкото наказание, пред което ще бъде изправен, ако не поправи пътищата си. Когато Ибрахим предложил на баща си напътствията и съветите на Аллах, той ги отхвърлил и заплашил да го убие с камъни. Ибрахим се помолил на баща сида бъде простен от Бог и въпреки че продължил да търси прошка, това било само заради обещание, което му бил дал по-рано. Когато станало ясно, че неумолимата омраза на Азар към монотеизма никога няма да бъде преборена, Ибрахим се отделил от него.
Коранът казва, че хората на Ибрахим са били идолопоклонници. Когато Ибрахим бил малко момче, той решил най-накрая да даде урок на своята общност. Той си казал, че има план за техните идоли. Коранът разказва, че впоследствие Ибрахим счупил идолите, всички с изключение на най-големите, които той запазил непокътнати. Когато хората се върнали, започнали да се разпитват за останките, докато някои от хората си спомнили, че младежът Ибрахим е говорил за идолите по-рано. Когато Ибрахим пристигнал, хората веднага започнали да го разпитват, питайки го дали има нещо общо със счупените идоли. Тогава Ибрахим с хитър подигравателен въпрос, попитал хората защо не питат най-големия от идолите, които според тях наистина можел да чува и говори. Тогава хората се смутили от срам и признали, че идолите не са в състояние да говорят.
След инцидента с останките на идолите, хората, макар да са признали вината си, са пренебрегнали предупреждението на Ибрахим и вместо това са отвърнали, като го хвърлили в огън и възкликнали „опази вашите богове“. Въпреки че естествената природа на огъня е характерна за силна жега, Бог заповяда на пламъка да бъде хладен и спокоен за ИбрахимВ резултат на това Ибрахим останал невредим както физически, така и духовно, след като оцелял в огъня и преследването. Хората продължили да го подиграват и преследват, но без резултат, тъй като Коранът казва, че именно те „са загубили най-много“.Това означава, че Ибрахим е излязъл невредим и надминал хората.